# Fläckig splintbock
Fläckig splintbock (Leiopus nebulosus) är en skalbaggsart som först beskrevs av Carl von Linné 1758.  Fläckig splintbock ingår i släktet Leiopus, och familjen långhorningar. Enligt den finländska rödlistan är arten nära hotad i Finland. Arten är reproducerande i Sverige. Artens livsmiljö är naturlundskogar.

## Bildgalleri

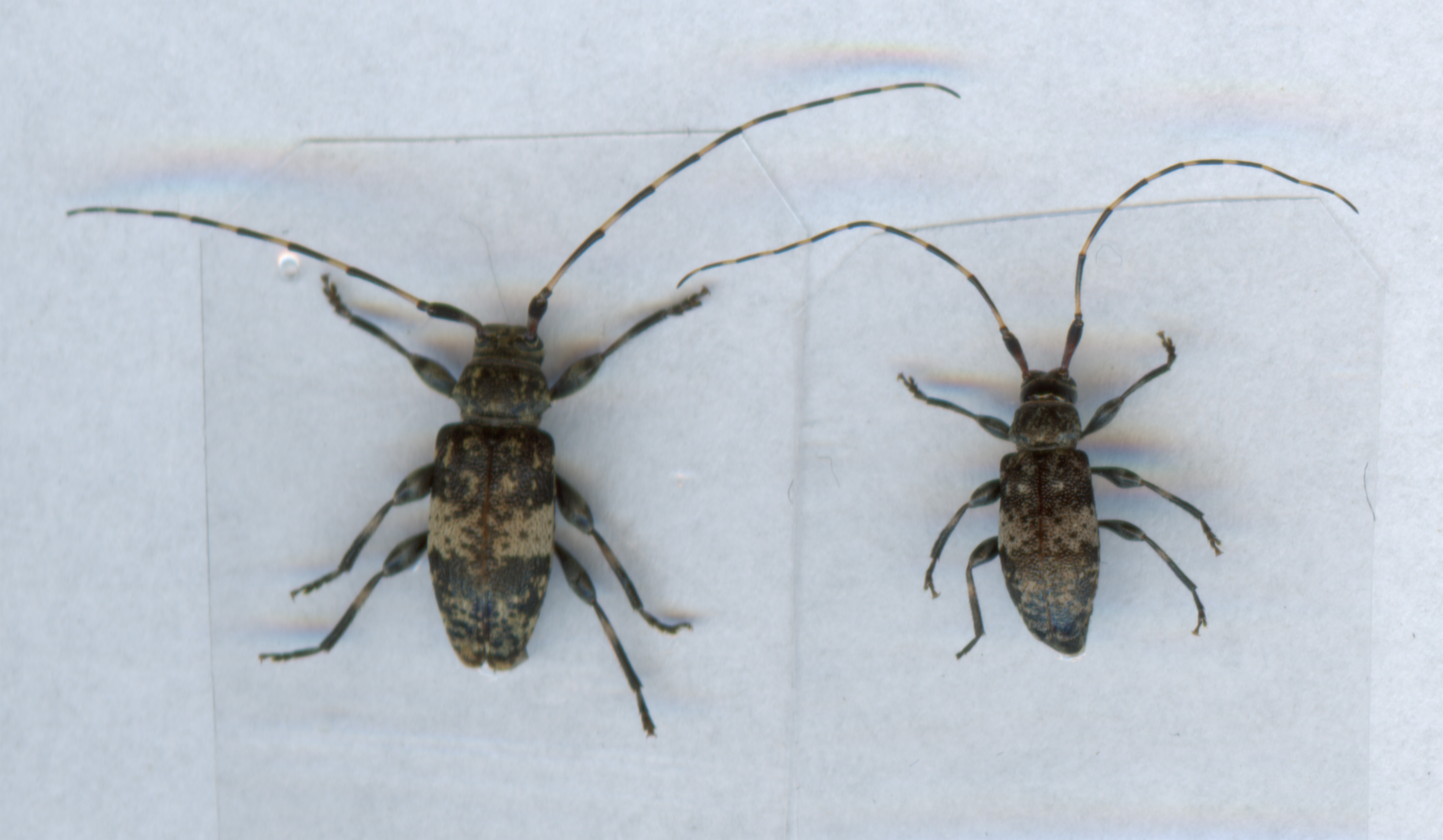
Hane (vänster), Hona (höger)
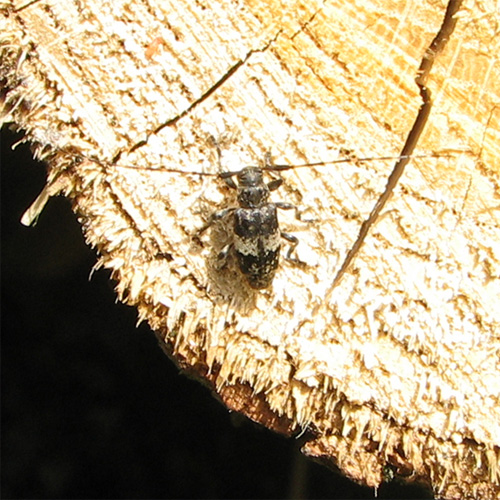
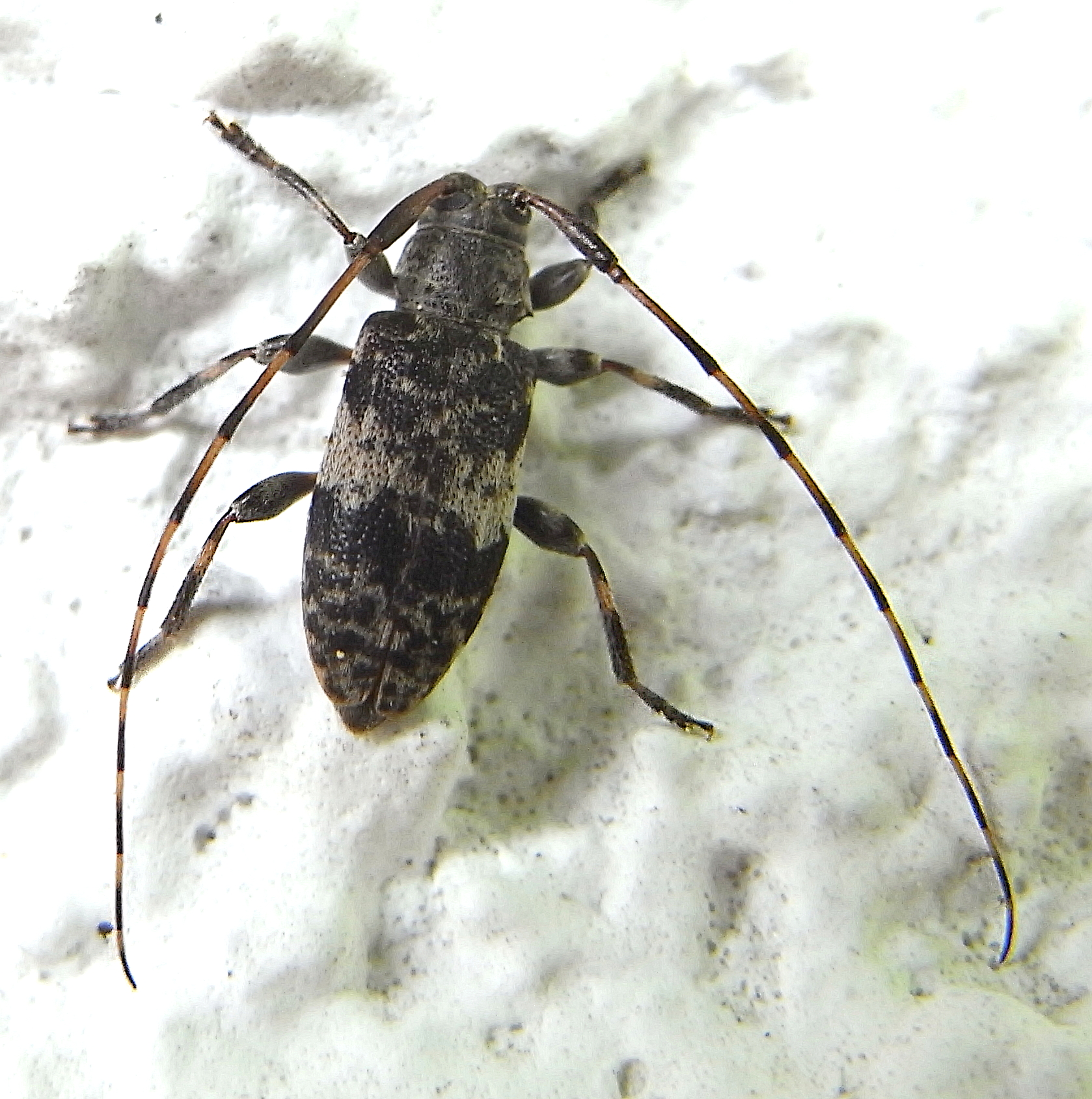